# Pocono 500 1989
Pocono 500 1989 var ett race som var den elfte deltävlingen i PPG IndyCar World Series 1989. Racet kördes den 27 augusti på Pocono Raceway. Danny Sullivan tog hem segern, medan Rick Mears andraplats gjorde att Penske Racing tog en dubbelseger.

## Slutresultat
| Plats | Förare                | Team                     | Grid | Kvaltid |
| ----- | --------------------- | ------------------------ | ---- | ------- |
| 1     | Danny Sullivan        | Penske Racing            | 7    | 44,030  |
| 2     | Rick Mears            | Penske Racing            | 2    | 42,630  |
| 3     | Michael Andretti      | Newman/Haas Racing       | 10   | 44,295  |
| 4     | Teo Fabi              | Porsche Motorsports      | 3    | 43,389  |
| 5     | Mario Andretti        | Newman/Haas Racing       | 5    | 43,830  |
| 6     | Bobby Rahal           | Kraco Racing             | 9    | 44,289  |
| 7     | Al Unser              | Penske Racing            | 8    | 44,101  |
| 8     | Scott Pruett          | Truesports Co.           | 14   | 44,900  |
| 9     | Al Unser Jr.          | Galles Racing            | 11   | 44,301  |
| 10    | John Jones            | Protofab Racing          | 23   | 46,696  |
| 11    | Bernard Jourdain      | Andale Racing            | 19   | 45,371  |
| 12    | Pancho Carter         | Leader Cards Racing      | 16   | 45,054  |
| 13    | Johnny Rutherford     | Stoops Racing            | 24   | 46,824  |
| 14    | Scott Brayton         | Dick Simon Racing        | 13   | 44,451  |
| 15    | Gordon Johncock       | Hemelgarn Racing         | 20   | 45,969  |
| 16    | Roberto Guerrero      | Alex Morales Racing      | 22   | 46,209  |
| 17    | John Andretti         | Vince Granatelli Racing  | 18   | 45,213  |
| 18    | Randy Lewis           | Teamkar International    | 6    | 43,962  |
| 19    | Emerson Fittipaldi    | Patrick Racing           | 1    | 42,510  |
| 20    | Raul Boesel           | Doug Shierson Racing     | 15   | 45,006  |
| 21    | A.J. Foyt             | A.J. Foyt Enterprises    | 12   | 44,401  |
| 22    | Kevin Cogan           | Machinists Union Racing  | 21   | 46,035  |
| 23    | Arie Luyendyk         | Dick Simon Racing        | 4    | 43,641  |
| 24    | Derek Daly            | Raynor Motorsports Group | 17   | 45,069  |
| 25    | Tero Palmroth         | Euromotorsport           | 25   | 48,048  |
| 26    | Tony Bettenhausen Jr. | Bettenhausen Motorsports | 26   | -       |
| 27    | Dale Coyne            | Dale Coyne Racing        | 27   | -       |